# Чоглоков, Николай Наумович
Николай Наумович Чоглоков (Чеглоков) (5 (16) апреля 1718 — 25 апреля (6 мая) 1754) — приближённый императрицы Елизаветы Петровны, муж её любимой двоюродной сестры, камергер и обер-гофмейстер. С 1747 г. воспитатель великого князя Петра Феодоровича (будущего Петра III).

## Биография
Родился 5 (16) апреля 1718 года в семье подполковника, происходившего из захудалой ветви благородного рода Чоглоковых, мать же его была немка «простого» звания. В числе 24 человек (в которой был и Адам Олсуфьев) 17 февраля 1732 года был принят в Шляхетский кадетский корпус, из которого выпущен 8 марта 1739 года в Конную гвардию унтер-офицером. Он был примечен как один из лучших танцоров и взят к императорскому двору. По другим сведениям, старший сын Бирона взял его к себе в конную гвардию ординарцем.
При дворе этот бедный дворянин обратил на себя внимание Марии Симоновны Гендриковой, двоюродной сестры Елизаветы Петровны, с восшествием на престол которой началась его карьера. В 1742 году он был уже в чине камергера и кавалером орденов Белого орла и Данеброга. В июле месяце того же года состоялось его обручение с графиней Гендриковой, а в августе с великим торжеством была отпразднована его свадьба.
В 1746 году Чоглоков ездил с почётным поручением в Вену. После удаления впавшего в немилость воспитателя престолонаследника Петра Фёдоровича, князя В. А. Репнина,  заступил на его место.

### Инструкции
По приказанию императрицы А. П. Бестужев составил для Чеглокова инструкцию о наблюдении за поведением, обучением и манерам Петра Фёдоровича (датирована 10 мая 1746 г.). Ему предписывалось находиться при великом князе и княгине «неотступно, помогать делом и советом, охранять от всех неприятных приключений и непристойных предприятий», напротив того употреблять всевозможнейшее попечение и старание «к споспешествованию совершенства истинного удовольствия, сущей чести и благополучия» их императорских высочеств.
На лицо, приставленное к великому князю, помимо забот о здоровье, возлагалось следить и руководить поведением великого князя в церкви, в обществе, дома, во время занятий и отдыха, оберегать даже его супружеское и семейное счастье и быть, таким образом, фактически гувернёром взрослого человека. Никто из придворных не смел обратиться с чем бы то ни было непосредственно к самому великому князю без ведома и разрешения на то его обер-гофмейстера.

### Положение при малом дворе
Должность представителя императрицы при малом (ораниенбаумском) дворе престолонаследника была не совсем по плечу 29-летнему придворному. «Довольно ограниченный, нетактичный, с громадным самомнением, не блиставший ни умственными, ни нравственными качествами, страстный охотник, картёжник и волокита, он совсем не годился для такой роли».
Для начала Чоглоков удалил от великого князя и княгини всех доверенных лиц и любимых слуг, старался отделить их от внешнего мира высокой стеной, но дальше этого не пошёл и даже на великого князя не имел практически никакого влияния. Недальновидный и гордый, Чоглоков восстановил против себя всех. Обоих супругов очень часто поминает недобрым словам в своих записках Екатерина II:
Это был дурак заносчивый и грубый. Все ужасно боялись этого человека и его жены и, говоря правду, они были действительно зловредные люди. Однако были средства, как это оказалось впоследствии, не только усыплять этих аргусов, но даже их задабривать. <...> Чоглокову считали чрезвычайно добродетельной, потому что тогда она любила своего мужа до обожания; она вышла за него замуж по любви; такой прекрасный пример, какой мне выставляли напоказ, должен был, вероятно, убедить меня делать то же самое.
Молодые люди скоро отыскали способы обмануть бдительность Чоглоковых. Как повествует Екатерина, камерфрау Крузе «доставляла великому князю игрушки, куклы и другия детские забавы, которыя он любил до страсти: днём их прятали в мою кровать и под неё. Великий князь ложился первый после ужина и, как только мы были в постели, Крузе запирала дверь на ключ, и тогда великий князь играл до часу или двух ночи».
При «большом» дворе репутация Чоглокова пала, когда стало известно о ребёнке, которого ждёт от него фрейлина Кошелева. Елизавета считала, что человек столь ветреного нрава едва ли может служить должным образцом для её племянника. Он был оставлен при малом дворе только благодаря ходатайству своей жены, вымолившей ему прощение. «Куча детей, какую они имели, — свидетельствует Екатерина, — послужила к тому, чтобы восстановить их согласие, которое между тем не стало с тех пор более искренним; разъединённые по любви, они были связаны по интересу».
Чоглоков после этого пользовался уже далеко не тем почётом, как раньше. Он выезжал на охоту вместе с великим князем, при этом уверял окружающих, что это его сука (именем Цирцея) брала всех зайцев, которых ловили. «Вообще Чоглоков воображал, что всё, что ему принадлежало, было редкой красоты или редкой доброты: его жена, дети, слуги, дом, стол, лошади, собаки», — замечает по этому поводу Екатерина.
Воспитатель великого князя умер в Москве 25 апреля (6 мая) 1754 года в возрасте 36 лет от сухой колики. В то же самое время заболела и его супруга.
Сергей Салтыков и Лев Нарышкин находились в комнате жены в минуту смерти её мужа; окна комнаты были открыты, птица влетела в неё и села на карниз потолка, против постели Чоглоковой; тогда она, видя это, сказала: «Я убеждена, что мой муж только что отдал Богу душу; пошлите узнать, так ли это». Пришли сказать, что он действительно умер. Она говорила, что эта птица была душа ея мужа, которая прилетела повидаться с ней.

## Семья
Женат с 1742 года на графине Марье Симоновне Гендриковой (1723-56). Овдовев, вышла замуж за А. И. Глебова, но умерла всего через полтора месяца после свадьбы. У супругов Чоглоковых родились четыре сына и четыре дочери:
- Екатерина (1748—1794), фрейлина, жена генерал-поручика Николая Ивановича Рославлева[8].
- Елизавета (1748—1771), фрейлина, жена гвардии капитан-поручика Сергея Андреевича[источник не указан 1142 дня] Раевского[9].
- Софья (1750—1775), фрейлина, жена генерал-майора Бориса Загряжского, владельца усадьбы Ярополец[10].
- Вера (1752—1800)[11], фрейлина, пользовалась вниманием великого князя Павла Петровича, по воле императрицы, чтобы удалить её от двора, была выдана замуж за графа Антона Сергеевича Миниха[12]; их дочь была за графом И. И. Морковым. Скончалась от чахотки в Петербурге, похоронена в Александро-Невской лавре.

Все достигшие зрелости сыновья Чоглоковых — троюродные братья Петра III — в царствование его супруги, не терпевшей эту семью, подверглись гонениям по обвинению в разных преступлениях:
- Наум (1743—1798), подполковник, обвинён в намерении сместить командующего и создать для себя государство на Кавказе, лишён дворянства и сослан на вечное поселение в Сибирь[13].
- Симон (1744—1762), поручик конной гвардии.
- Николай (1749 — после 1798), офицер, владелец мызы Колтуши, заключён в Шлиссельбургскую крепость за намерение убить ревельского коменданта[14][15]; у него было 8 детей[16]; в их числе — сын Павел.
- Самуил (1751—1792), лейб-гвардии фурьер, в 16 лет за «поносные слова» против императрицы Екатерины бит розгами, позднее разжалован в солдаты и сослан на поселение в Мангазею[17][18].